# Orthochirus afghanus
Orthochirus afghanus – gatunek skorpiona z rodziny Buthidae.
Gatunek ten opisany został w 2004 roku przez Františka Kovaříka] na podstawie 3 samic.
Skorpion o ciele długości 36 mm, ubarwionym czarno z rudobrązowym telsonem. Powierzchnię karapaksu i przedodwłoku ma gęsto granulowaną, a zaodwłoku prawie całkiem łysą i w części środkowo-grzbietowej gładką. Sternity przedodwłoka z wyjątkiem siódmego są gładkie i mają po 4, w większości gładkie żeberka. Siódmy jest granulowany i ma granulowane żeberka. Na punktowanym telsonie brak granulek i występuje kilka pojedynczych szczecinek. Nogogłaszczki i odnóża mają uda i rzepki barwy czarnej lub żółtawoszarej. Szczypce mają palce jaśniejsze od dłoni. Na udach nogogłaszczków występują 4 żeberka, na rzepce 7, a szczypce są bez żeberek. Palce ruchome mają 8–9 rzędów granulek z 2–3 granulkami dystalnymi. Liczba ząbków grzebieni wynosi 17–19 u samic. Pierwsze człony stóp trzech początkowych par odnóży mają grzebyki ze szczecinek, natomiast te czwartej pary są ich pozbawione.
Pajęczak znany tylko z afganistańskiej prowincji Nangarhar.